# گنجشک ملخی فلوریدا
گنجشک ملخی فلوریدا (نام علمی: Ammodramus savannarum floridanus) یک زیرگونه در خطر انقراض گنجشک ملخی و بومی دشت‌های خشک جنوب مرکزی فلوریدا است.
گنجشک ملخی فلوریدا یکی از چهار زیرگونه گنجشک ملخی در آمریکای شمالی است و شاید در خطر انقراض‌ترین گنجشک باشد. تلاش‌های زیست‌شناسان روند کاهش جمعیت را کاسته است.